# Кленовый крем
Кленовый крем (англ.  maple cream), также известный, как кленовое масло и кленовый спред — сладость канадской кухни, которая также встречается на северо-востоке США. Кленовый крем изготавливается из кленового сиропа, путем нагревания сиропа примерно до 112 °C, последующего охлаждения примерно до 52 °C и взбивания до получения равномерной консистенции. Кленовый крем обычно делается из светло-янтарного сиропа класса А и имеет светло-коричневый цвет. Иногда в кленовый крем добавляют корицу.
Консистенция кленового крема густая, очень похожая на консистенцию арахисового масла. Кленовый крем используют как бутербродную пасту и иногда в качестве кондитерской глазури.
Термин «кленовое масло» также может относиться к продукту, получаемому путём смешивания кленового сиропа и обычного сливочного масла, в пропорции две части масла на одну часть сиропа.
В Канаде кленовый крем — это один из нескольких кленовых продуктов, производимых из кленового сока или кленового сиропа, наряду с кленовым сахаром и кленовыми ирисками. Поскольку кленовые продукты считаются национальным брендом Канады, их качество строго регулируется местным законодательством.